# Chalcophora virginiensis
Chalcophora virginiensis es una especie de escarabajo del género Chalcophora, familia Buprestidae. Fue descrita científicamente por Drury en 1770.
Los huéspedes registrados son el pino rojo americano (Pinus resinosa) y el pino blanco (Pinus strobus). Además de su hogar nativo en América del Norte, se han capturado especímenes en Europa y Japón, presumiblemente como resultado de la introducción accidental en la madera transportada.

## Distribución geográfica
Es endémica de las áreas boscosas del este de los Estados Unidos y Canadá. Algunos autores la han sinonimizado con la especie occidental Chalcophora angulicollis, pero Maier e Ivie (2013) demuestran que las especies son distintas.